# Kowkarrie Pool
Der Kowkarrie Pool ist ein See im Westen des australischen Bundesstaates Western Australia. 
Der See liegt im Verlauf des Roderick River westlich von Boolardy.